# Sörberge

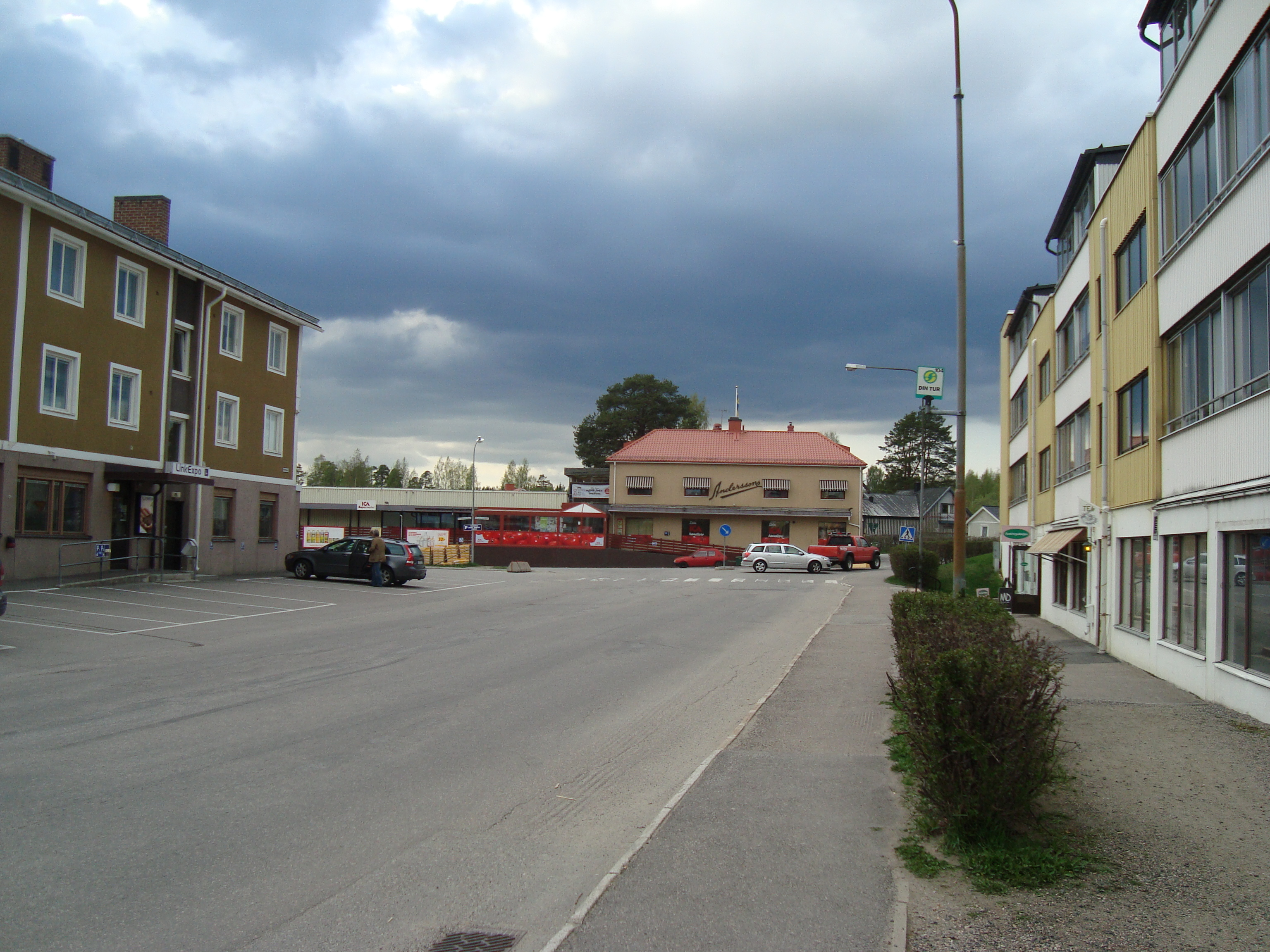
Sörberge centrum.

Sörberge är en del av tätorten Timrå i Timrå kommun i Medelpad och är belägen strax norr om centrala Timrå (Vivsta). Före 1970 var Sörberge en egen tätort.
Sörberge har tre skolor: låg- och mellanstadieskolan Böle skola, Arenaskolan samt Timrå gymnasieskola.
Timrå IK:s hemmaarena SCA Arena ligger i Sörberge, mellan Arenaskolan och Timrå gymnasieskola.
I Sörberge centrum finns en livsmedelsbutik, tre pizzerior, två gatukök och en bemannad bensinstation.

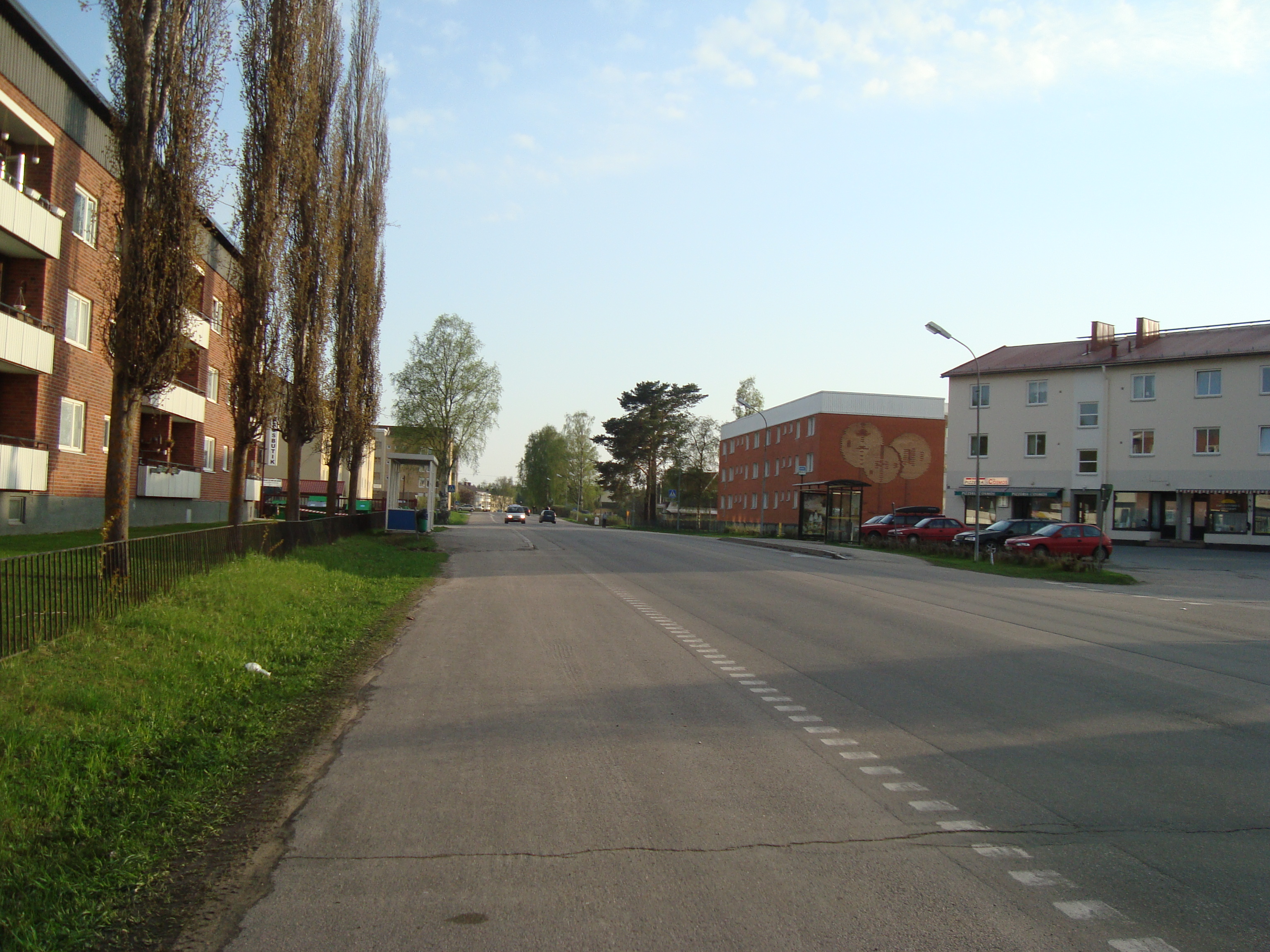
Sörberge centrum med huvudgatan Berglundavägen.

Sörberge bestod fram till en bit in på 1900-talet av skog och jordbruksmark, men vid industrialiseringen styckades de två hemmanen upp i villatomter och små torpställen. Den utvecklingen har sedan fortsatt och samhället består i dag av en blandning av villor och hyreshus.
Grannbyn Norrberge består fortfarande av tre hemman och har ännu endast i mindre omfattning bebyggts med villor.
I Sörberge finns sedan 1997 en intresseförening, Sörberge Intresseförening, som arbetar med lokal utveckling.

## Historia

### Befolkningsutveckling
| Befolkningsutvecklingen i Sörberge 1960–1965       | Befolkningsutvecklingen i Sörberge 1960–1965 | Befolkningsutvecklingen i Sörberge 1960–1965 | Befolkningsutvecklingen i Sörberge 1960–1965 | Befolkningsutvecklingen i Sörberge 1960–1965 |
| -------------------------------------------------- | -------------------------------------------- | -------------------------------------------- | -------------------------------------------- | -------------------------------------------- |
|                                                    |                                              |                                              |                                              |                                              |
| År                                                 |                                              |                                              | Folkmängd                                    |                                              |
| 1960                                               | 1960                                         |                                              | 3 131                                        |                                              |
| 1965                                               | 1965                                         |                                              | 3 642                                        |                                              |
| Anm.: Sammanvuxen med Vivsta 1970, nytt namn Timrå |                                              |                                              |                                              |                                              |